# Silnice II/126
Silnice II/126 je silnice II. třídy v trase: odpojení od silnice II/125 - Trhový Štěpánov - Soutice - Zruč nad Sázavou - Slavošov - Hranice - Útěšenovice - Zbraslavice - Štipoklasy - Černíny - Bykáň - Kutná Hora (napojení na silnici I/2). Měří 44 km a v úseku od Zruče nad Sázavou (křižovatka s (II/336) se jedná o část bývalé trasy silnice I/33.
Ve Zruči nad Sázavou se kříží se silnicí II/336, ve Štipoklasích se silnicí II/339, u Bykáně se silnicí II/337. Ve Zbraslavicích se napojuje silnice II/335.

## Vodstvo na trase
U Trhového Štěpánova vede přes Štěpánovský potok, u Soutic přes Želivku, ve Zruči nad Sázavou přes Sázavu, u Slavošova přes Ostrovský potok, u Zbraslavic přes Hodkovský potok, ve Štipoklasích přes Vrchlici u Bykáně přes Opatovický potok a v Kutné Hoře opět přes Vrchlici.

## Fotogalerie

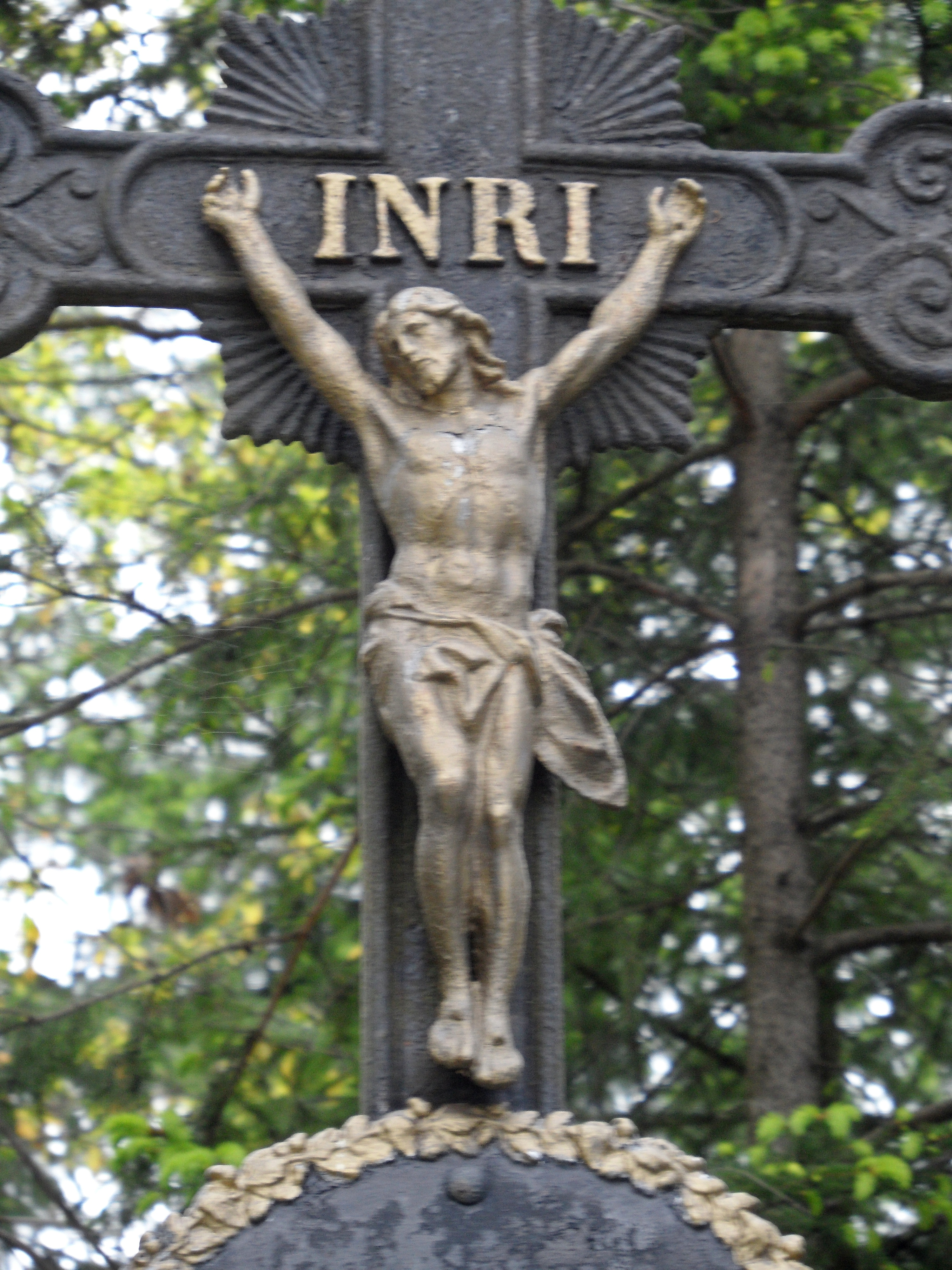
Detail křížku u křižovatky silnic II/125 a II/126
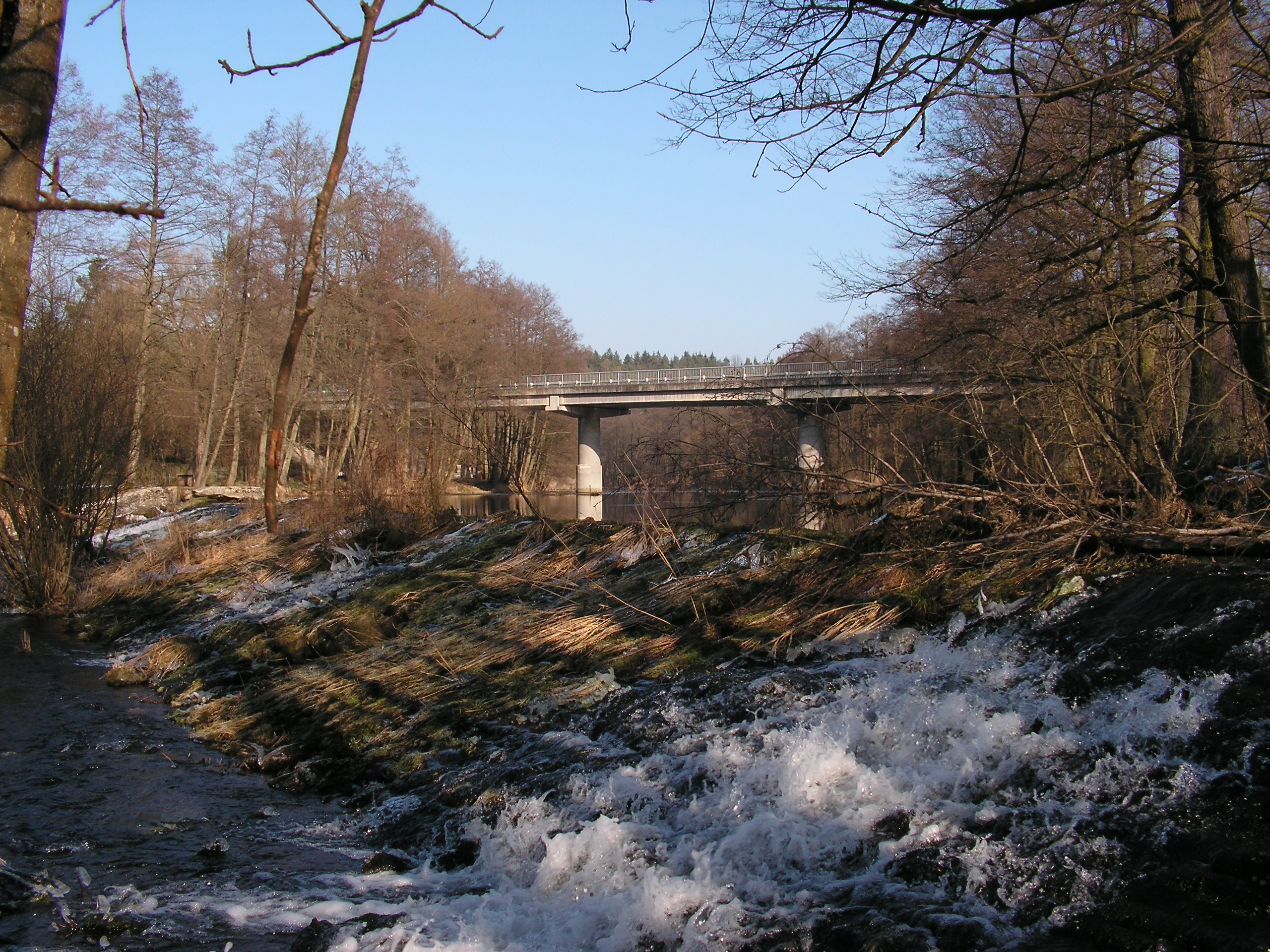
Most u Soutic
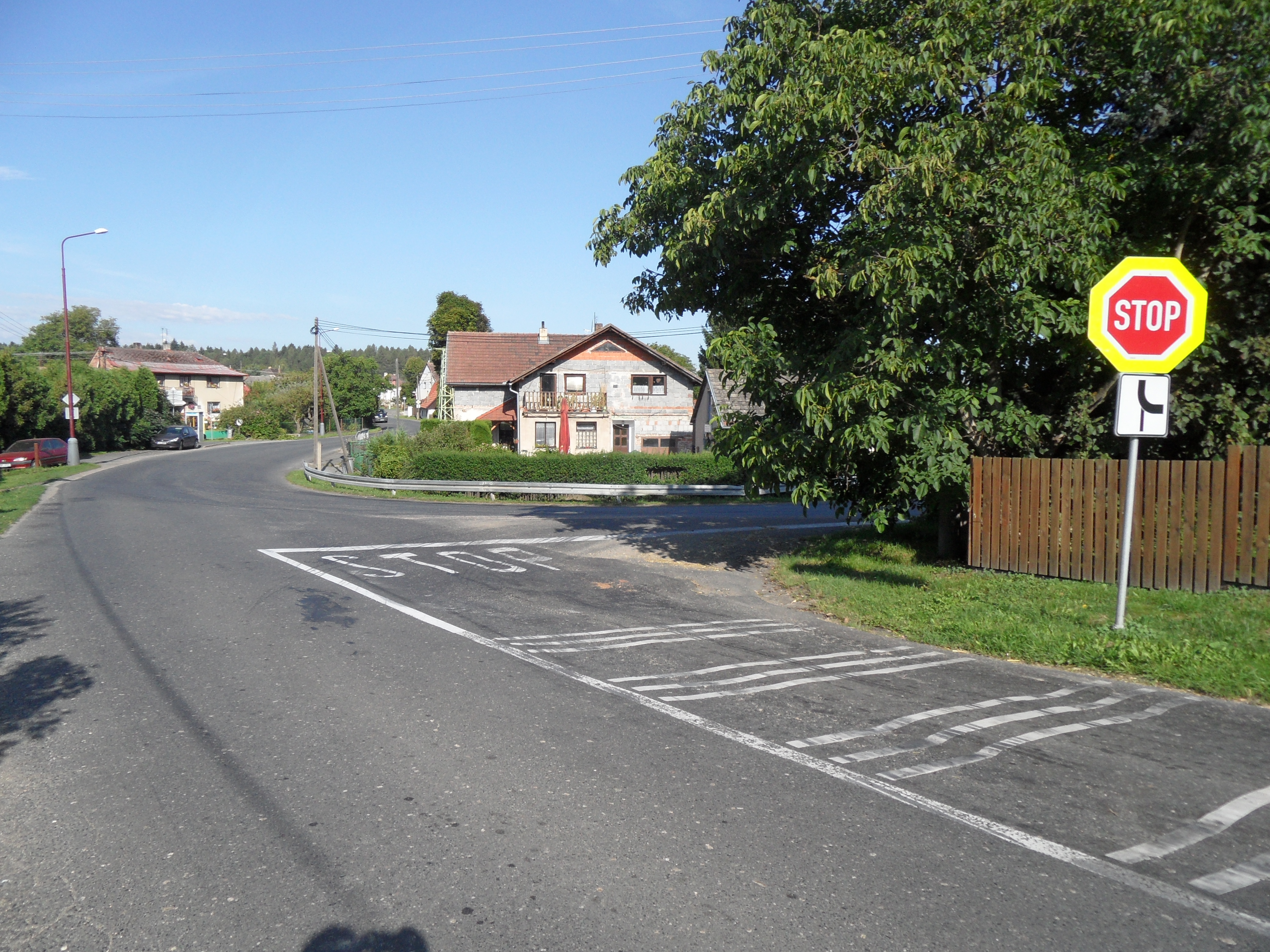
Štipoklasy: křižovatka II/126 a II/339 (vedlejší)